# عبدالقادر مختطف
عبدالقادر مختطف (انگلیسی: Abdelkader Moukhtatif; ۱۹۳۴ – ۴ اوت ۲۰۲۲) بازیکن فوتبال اهل مراکش بود.
از باشگاه‌هایی که در آن بازی کرده‌است می‌توان به باشگاه فوتبال ارتش سلطنتی مراکش اشاره کرد.
وی همچنین در تیم ملی فوتبال مراکش بازی کرده‌است.